# Oprit

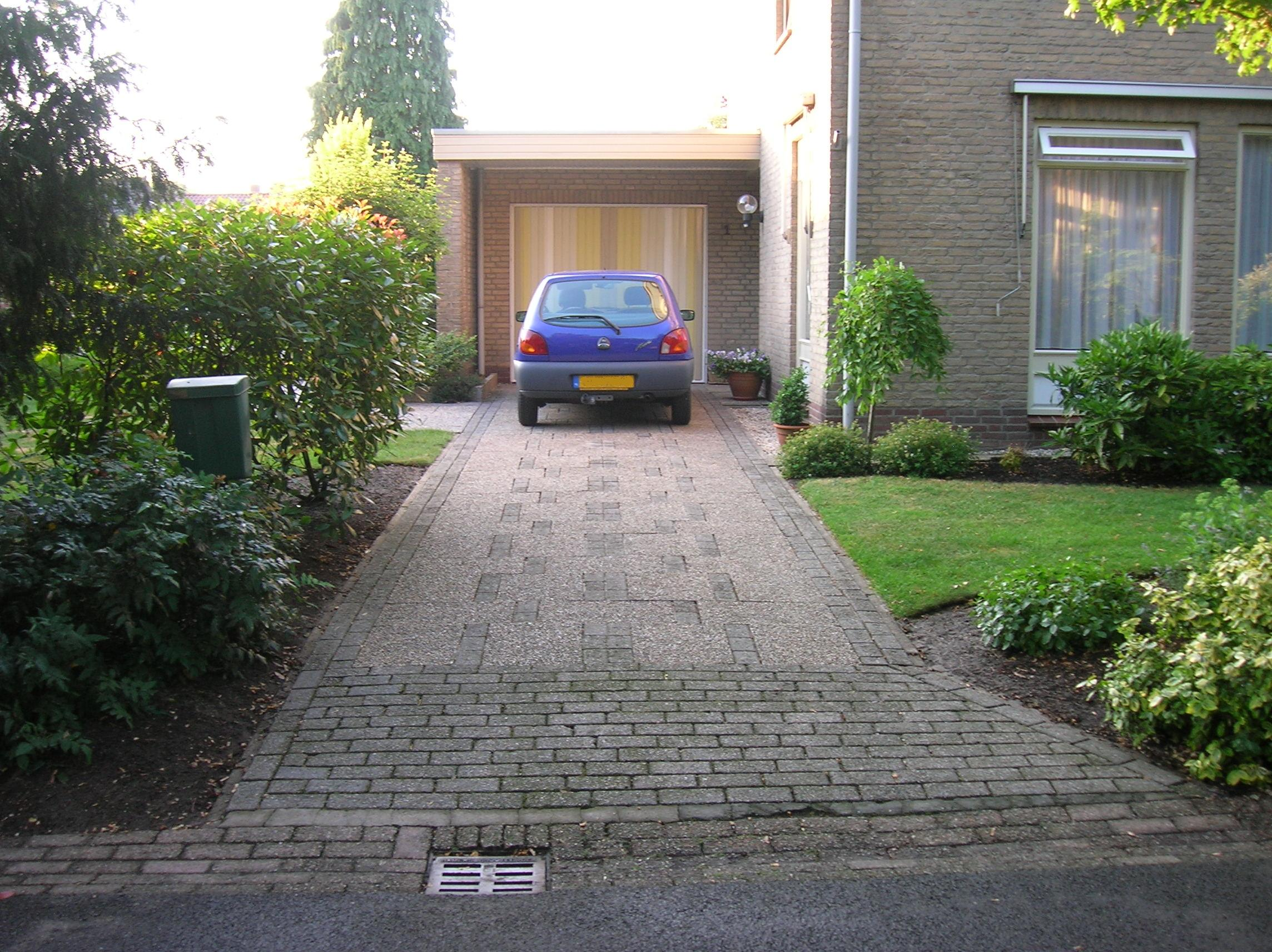
Een oprit van een woonhuis

Een oprit is het gedeelte van een woonperceel bedoeld voor het parkeren of stallen van een voertuig, of voor het bereiken van de bij het huis behorende garage. Een oprit is altijd direct bereikbaar vanaf de openbare weg.
In termen van het Reglement verkeersregels en verkeerstekens 1990 is de (privé-)oprit een inrit c.q. uitrit.
De bestuurder die een uitrit verlaat moet voorrang geven aan het doorgaande verkeer.
Wanneer een aanzienlijke afstand wordt overbrugd, vanaf de openbare weg tot aan de woning, wordt gesproken van een oprijlaan.
De term oprit wordt ook gebruikt als synoniem voor de toerit naar een autosnelweg, of voor de toegansweg tussen een polder en de hoger gelegen weg op een dijk. Voor dit laatste wordt regionaal ook de benaming stoep gebruikt.